# Palagruža
Palagruža  (prononcé [palǎɡruːʒa]) est un petit archipel inhabité croate situé au milieu de la mer Adriatique. Il est composé d'une île principale Velika Palagruža (la « grande ») et d'une autre baptisée Mala Palagruža (la « petite ») entourées d'une douzaine d'ilots dont Galijula qui est le point le plus méridional du territoire croate. L'ile est située à 123 km de Split et à 53 km du promontoire du Gargano en Italie. 
L'archipel tient son nom du grec Πελαγούσαι, au « large », en « haute mer », qui a donné Pelagosa, son nom latin, byzantin jusqu'au Xe siècle et italien jusqu'en 1947, nom qu'il porta aux époques vénitienne jusqu'à la fin du XVIIIe siècle, napolitaine et française au début du XIXe siècle, autrichienne jusqu'en 1918 et pour finir italienne du traité de Rapallo (1920) à celui de Paris (1947). Rattaché à la Yougoslavie en 1947, il est alors appelé Palagruža et se trouve depuis 1991 sous la souveraineté croate.
Les îles sont couvertes d'une maigre garrigue et abritent des oiseaux de mer et une variété endémique de lézard Podarcis siculus. Les seules sources d'eau douce, insuffisantes pour un habitat humain, sont la condensation de la brume matinale et les rares pluies et neiges d'hiver. Un phare, désormais automatisé, s'y dresse.